# Singapadu Kaler
Singapadu Kaler is een bestuurslaag in het regentschap Gianyar van de provincie Bali, Indonesië. Singapadu Kaler telt 5816 inwoners (volkstelling 2010).